# Província d'Alessandria
La província d'Alexandria o la Província d'Alessandria (en piemontès: provincia ëd Lissandria) és una província que forma part de la regió del Piemont dins Itàlia. La seva capital és Alessandria. Ocupa l'extrem sud-oriental del Piemont, limita al nord amb la província de Vercelli, a l'oest amb la ciutat metropolitana de Torí i la província d'Asti, a l'est amb la Llombardia (província de Pavia), al sud amb Ligúria (ciutat metropolitana de Gènova i la província de Savona) al sud-est amb Emilia-Romagna (província de Piacenza).
Té una àrea de 3.560 km², i una població total de 418.231 hab. (2016). Hi ha 190 municipis a la província.

## Municipis més importants
| Municipi            | Població |
| ------------------- | -------- |
| Alessandria         | 92,808   |
| Casale Monferrato   | 35,303   |
| Novi Ligure         | 28,354   |
| Tortona             | 26,661   |
| Valenza             | 20,457   |
| Acqui Terme         | 20,193   |
| Ovada               | 11,661   |
| Serravalle Scrivia  | 6,108    |
| Arquata Scrivia     | 5,869    |
| Castelnuovo Scrivia | 5,572    |